# Riu Colville
|  | Per a altres significats, vegeu «Colville (desambiguació)». |

El riu Colville (en anglès Colville river, en Inupiat: Kuukpik)) és el riu més llarg dels que desemboquen a la costa de l'oceà Àrtic dins l'estat d'Alaska dels Estats Units, amb una llargada de 563 km. És un dels rius més septentrionals d'Amèrica del Nord, que drena una àrea remota de tundra per damunt del cercle polar àrtic. El riu es troba congelat durant bona part de l'any i es desglaça a finals de la primavera.
El nom inupiat del riu,Kuukpik forma l'epítet específic del nom del dinosaure Ugrunaaluk kuukpikensis que va viure en aquesta zona durant el Cretaci.
El riu neix al vessant nord de les muntanyes De Long, a l'extrem occidental de la serralada Brooks, al nord de la divisòria continental. Inicialment es dirigeix cap al nord, per posteriorment girar a l'est a través de turons pel vessant nord de la serralada, eixamplant-se a mesura se li uneixen nombrosos rierols procedents del tram central de la Serralada Brooks. Durant el seu curs mitjà forma la frontera sud de la National Petroleum Reserve. En arribar a la població Inupiat d'Umiat gira cap al nord, per dirigir-se a la plana Àrtica i desembocar al mar de Beaufort, formant un ampli delta prop de Nuiqsut, aproximadament uns 190 km a l'oest de Prudhoe Bay. La vall de riu conté jaciments no explotats de petroli i gas natural.

## Història
Segons el United States Geological Survey, el 1837 els exploradors britànics Peter Warren Dease i Thomas Simpson van batejar el riu en record d'Andrew Colvile, governador de la Companyia de la Badia de Hudson, el cognom del qual van escriure "Colville".